# História de Paris
A história de Paris está ligada a uma combinação de vários fatores geográficos e políticos. É Clóvis quem decide, no século VI, instalar os órgãos fixos do poder político do reino na pequena cidade dos parísios. Esta posição de capital será confirmada pelos Capetianos, após um hiato de dois séculos durante a era carolíngia.
A posição de Paris no cruzamento entre as rotas terrestres comerciais e fluviais no coração de uma região rica em agricultura, fez com que Paris se tornasse uma das principais cidades da França durante o século X com palácios reais, ricas abadias e uma catedral. Durante o século XII, Paris se tornou um dos primeiros centros da Europa para a educação e as artes.
Seja com a Fronda, a Revolução Francesa ou Maio de 1968, Paris sempre esteve no coração dos eventos que marcaram a história da França.
A Biblioteca Histórica da cidade de Paris permite o público a mergulhar na memória histórica de Paris e da Ilha de França, sob aspectos muito variados.

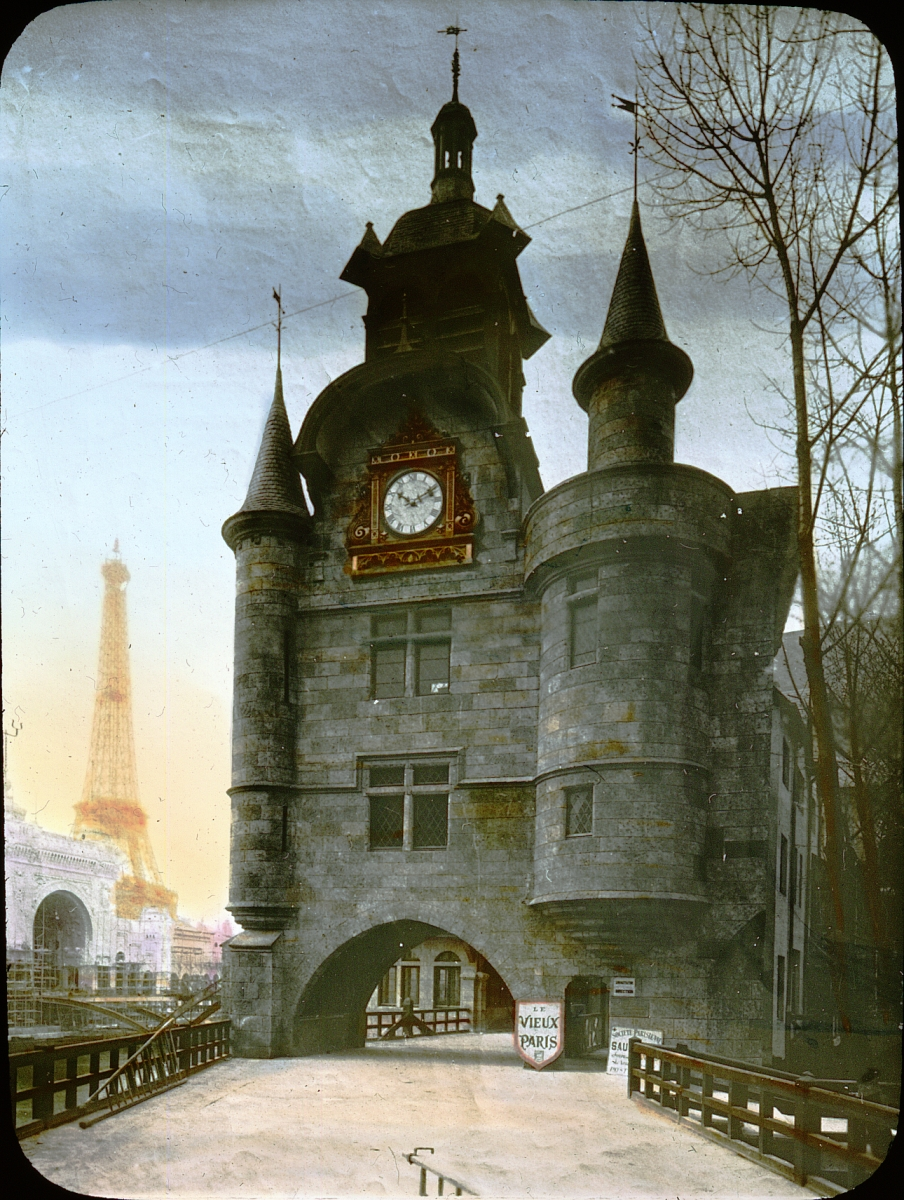
Representação da "velha Paris" em frente à Torre Eiffel na Exposição Universal de 1900

A padroeira da cidade é Santa Genoveva, a que teria excluído Átila e os Hunos da cidade, no século V, pelas suas orações. Seu relicário está agora na Igreja de Saint-Étienne-du-Mont.

## História

### Pré-história
O primeiro povoamento conhecido de Paris é da cultura chasseana (entre 4 000 e 3 800 a.C.), sobre a margem esquerda dum antigo braço do Sena dentro do 12º arrondissement de Paris. A presença humana lá parece ter sido contínua durante o Neolítico.
Os restos duma aldeia no Bairro Administrativo de Bercy, parte do 12º arrondissement, foram recuperados e datados por volta de 400 a.C. — notavelmente uma embarcação presa nos lamaçais que lá na época havia e atualmente exposta no Museu Carnavalet.

### Antiguidade

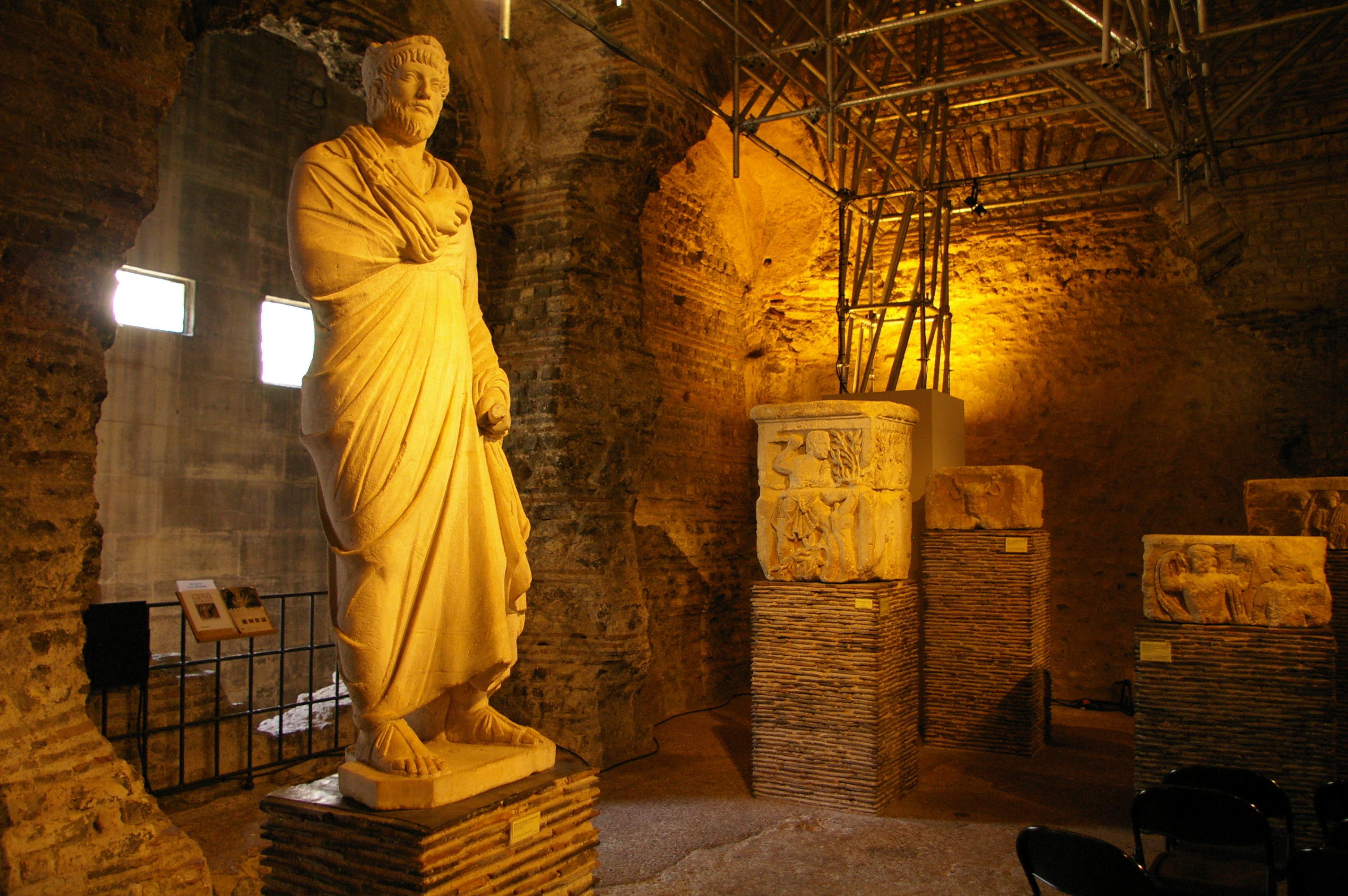
Termas romanas embaixo do Quartier Latin

Fora disto, a falta de dados caracteriza o conhecimento do período desde a dita ocupação pré-histórica até a época galo-romana. A única certeza é de que os Parísios são os mestres da região quando chegam as tropas de César, em 52 a.C, que a renomeiam como Lutetia (Lutécia). Os Parísios haviam-se submetido a Vercingetórix para lutar contra os invasores romanos, porém sem sucesso. Ainda não se sabe com precisão onde ficava o assentamento gaulês: île de la Cité (hipótese hoje muito desacreditada), île Saint-Louis, ou alguma outra ilha que hoje se acha anexada à margem esquerda do Sena, ou até mesmo Nanterre.
A cidade romana foi construída, segundo um mapa de grade ortogonal datado do século I, sobre a margem esquerda. Lutécia, como a chamavam os romanos, provavelmente não tendo mais que cinco a seis mil habitantes em seu apogeu, não era mais que uma vila modesta do mundo romano. Compare-se ela com Lugduno, capital das três Gálias (uma das quais a Gália Lugdunense , que englobava a região da Lutécia), que contava, no século II, com 50 000 a 80 000 habitantes. Mesmo assim, Lutécia contava com um fórum, palácios, banhos, templos, teatros, e um anfiteatro.
Segundo a tradição, a vila foi cristianizada por São Denis, martirizado no ano 272. Durante o Baixo Império, a Lutécia foi afetada pelas grandes invasões e a sua população se refugiou na île de la Cité, fortificada com pedras recuperadas de grandes edifícios arruinados. Contudo, desde o século IV, a existência de assentamentos exteriores à muralha é atestada, e a vila retoma o nome do povo do qual ela é a capital, os Parísios.
Em 451, a Santa Genoveva, futura padroeira da cidade, será quem conseguirá convencer os habitantes a não fugir diante dos Hunos de Átila, que são repelidos efetivamente sem combate.

### Idade Média

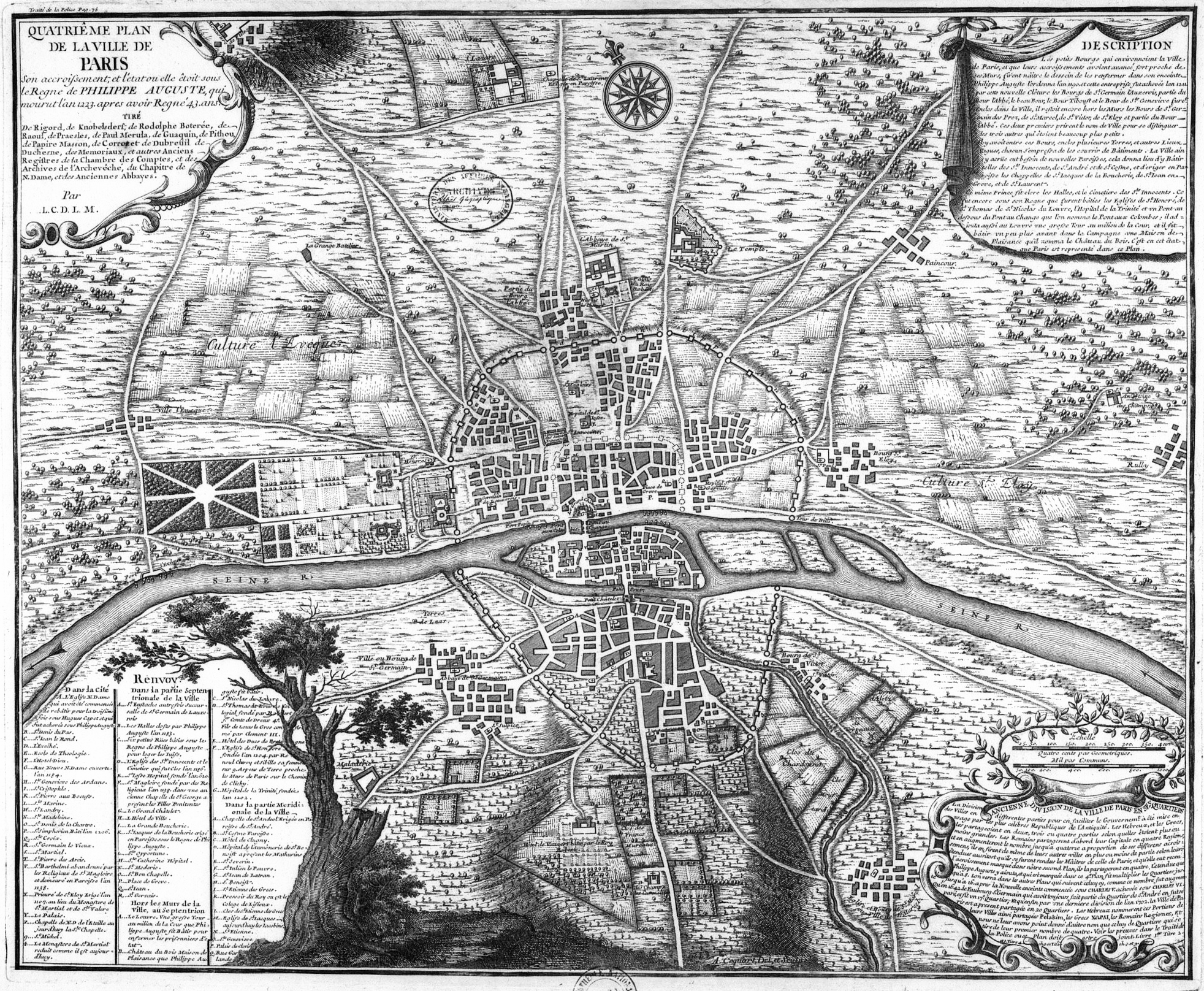
Mapa reconstituído de Paris do ano 1223

O rei Clóvis I fez de Paris a capital do Reino dos Francos por volta de 506. Depois ela permanece até pelo menos o início do século VII. No século VI, a Igreja de Saint-Gervais é o primeiro lugar de culto implantado sobre a margem direita — sinal de que a cidade se expande.
Os viquingues, chegando em seus dracares de mínimo deslocamento, pilham pela primeira vez em 845 a cidade abandonada por seus habitantes. As suas incursões se prolongam até o início do século X, e os seus assaltos só se mitigaram com o Tratado de Saint-Clair-sur-Epte concluído em 911.
Os Capetos, que reinam a partir de 987, preferem Orléans a Paris, uma das duas grandes vilas do seu domínio pessoal. Hugo Capeto, apesar da sua residência na île de la Cité, lá pouco se delonga. Roberto o Pio a visita com muita frequência. A cidade se torna um importante centro de ensino religioso desde o século XI. O poder real se fixa progressivamente em Paris, que volta a ser a capital do reino, a partir de Luís VI (1108-1137) e mais ainda sob Filipe Augusto (1179–1223), que a cercou com uma muralha.
O comércio enriquece Paris a qual tira vantagem da sua posição na convergência de grandes rotas comerciais. O trigo entra pela Rue Saint-Honoré; os tecidos do Norte pela Rue Saint-Denis e o pescado do Mar do Norte e da Mancha pela Rue des Poissonniers. A importância do seu mercado, junto com a feira do Lendit em Saint-Denis, demanda uma praça num lugar menos abarrotado do que a île de la Cité: Luís VI a instala em cerca de 1137 no lugar chamado "Les Champeaux" (as campinazinhas); os Halles de Paris (Mercado Municipal) lá permaneceriam por mais de oito séculos.

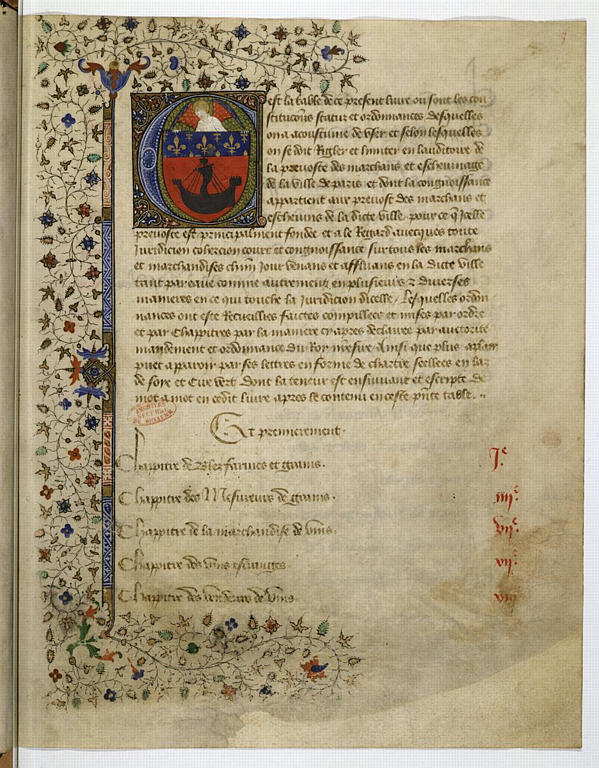
Coleção das ordenanças do preboste dos mercadores de Paris, 1416, por Carlos VI

Em 1163, o bispo Maurice de Sully empreende a edificação da Catedral de Notre-Dame de Paris sobre a île de la Cité. A importância da cidade aumenta, tanto no plano político como no financeiro e comercial. Os órgãos centrais do governo dela fazem a sua sede, e o desejo do rei de melhor controlá-la não deixa que ela usufrua duma carta comunal. Apesar disso, ele lhe concede os privilégios de "burgo do rei" e consente favores a "hansa" (ou "guilda") dos mercadores fluviais. Em 1258, Saint-Louis tira o preboste das mãos dos mercadores e a confia a um amigo, Étienne Boileau. Em 1263, a hansa dos mercadores elege o primeiro conselho composta dum preboste de mercadores e de quatro vereadores. Assim se estabelece um sistema de dupla autoridade entre a cidade e o poder real.
Por volta de 1328, a população parisiense é estimada em 200 000 habitantes, o que a faz a cidade mais populosa da Europa. Mas em 1348, a Peste Negra dizima a população. No século XIV, a muralha de Carlos V (1371–1380) engloba o conjunto dos atuais 3º e 4º arrondissements e se estende do Pont Royal à Porte Saint-Denis.

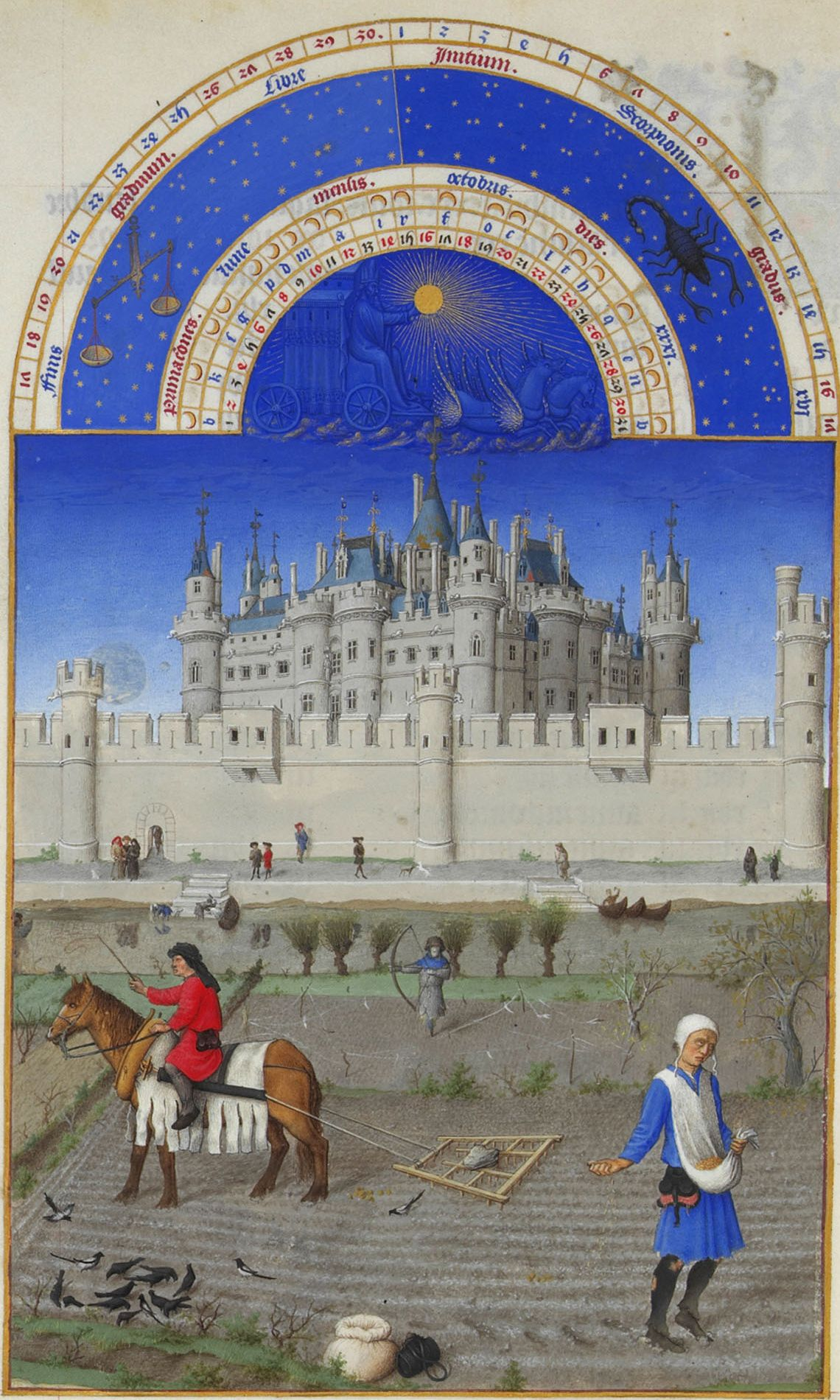
A fortaleza do Louvre no início do século XV do manuscrito iluminado Livro de horas, Les très riches heures du duc de Berry, mês de outubro

Durante a Guerra dos Cem Anos, o descontentamento popular nutre a ambição do preboste dos mercadores, Étienne Marcel, provocando a grande ordenança de 1357 e em seguida o primeiro grande levante popular da história de Paris, causando novas rupturas entre o rei e a cidade. Os reis desde então deixam de residir no centro da cidade, preferindo primeiro o Hôtel Saint-Pol (destruído por ordem de Carlos VI após o Bal des ardents), depois o Hôtel des Tournelles, donde se pode mais facilmente escapar em caso de tumulto. Em 1407 (logo após o assassinato de Luís d'Orleães), estoura uma guerra civil entre armagnacs e bourguignons que dura até 1420. A cidade passa para o campo dos bourguignons em setembro de 1411.
Paris termina arruinada pela Guerra dos Cem Anos. Joana d'Arc, em 1429, é queimada viva em sua tentativa de liberá-la dos ingleses e de seus aliados bourguignons. Carlos VII e seu filho Luís XI tem ressalvas contra a cidade e fazem questão de não residir nela, preferindo o Vale do Loire. Sua população cresce entre 1422 e 1500, contando de cem mil a cento-e-cinquenta mil almas. Uma modesta expansão económica é retomada em meados do século XV, mas a cidade sofre com a ausência da Corte. Paris se transforma numa cidade administrativa e judiciária.

### Idade Moderna
A Renascença, marcadamente presente na corte real residente no Vale do Loire, consequentemente não beneficia muito Paris. Apesar do seu afastamento, a monarquia se inquieta com a expansão desordenada da cidade. A primeira regulamentação urbanística é decretada em 1500 a propósito da nova ponte de Notre-Dame, sobre a qual se construíram casas uniformes de tijolo e pedra com o estilo Luís XII.
Em 1528, Francisco I fixa oficialmente a sua residência em Paris. A irradiação intelectual cresce: ao ensino universitário (teologia e artes liberais) se ajunta um ensino moderno voltado para o humanismo e as ciências exatas segundo os desejos do rei, no Collège de France. Sob o seu reino, Paris atinge a marca de 280 000 habitantes e permanece como a maior cidade do ocidente.

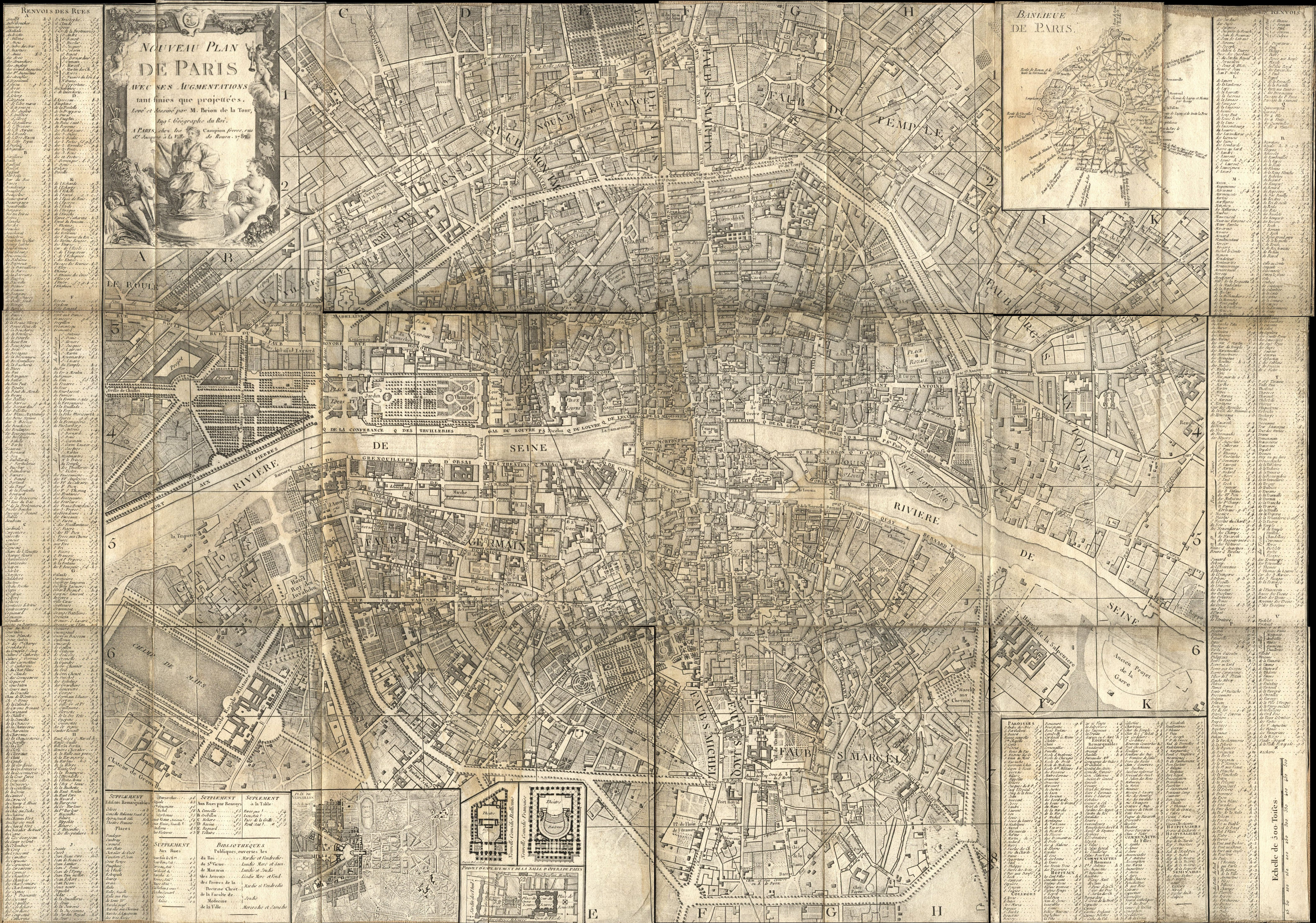
Mapa de Paris em 1787 por Brion de la Tour

Em 24 de agosto de 1572, sob Carlos IX, se organiza o massacre da noite de São Bartolomeu. Contam-se dentre duas mil e dez mil vítimas. A Liga católica francesa, particularmente forte na capital, se ergue contra Henrique III durante o Dia das Barricadas em 1588. Ele foge antes de fazer cerco à cidade. Após o seu assassinato, o cerco é mantido por Henrique de Navarra, coroado como Henrique IV. A cidade, apesar de arruinada e faminta, não lhe abre as portas até 1594 após a sua conversão — ocasião na qual ele cunhou a célebre porém apócrifa citação "Paris vaut bien une messe." (Por Paris, vale a pena ir a uma missa).
O Dia das Barricadas de 1648 marca o início da Fronda, a qual provoca uma severa crise económica e uma atmosfera de desacato ao rei vis-a-vis a sua capital. Apesar duma alta taxa de mortalidade infantil, a população atinge a marca de 400 000 habitantes graças à imigração das províncias. Paris é uma vila paupérrima onde reina a falta de segurança. O bairro da lendária corte dos milagres (assim chamada porque os indigentes e enfermos do dia desapareciam após passar-se a noite, como por milagre) é progressivamente esvaziada a partir de 1656 pelo tenente-general de polícia Gabriel Nicolas de la Reynie.
Luís XIV escolhe Versalhes como residência em 1677, antes de para lá mudar a sede do governo em 1682. Colbert toma em sua mãos a gestão parisiense e faz as idas e vindas entre Paris e Versalhes. Durante o seu reino, o Rei Sol não foi mais que vinte-e-quatro vezes a Paris, essencialmente só para marcar presença em cerimônias oficiais, numa mostra de hostilidade da qual não gostam muito os parisienses.
No século XVIII, Versalhes não tira de Paris a preeminência intelectual; pelo contrário, ela se torna uma chama revolta a se alimentar das ideias iluministas. É esse o período dos salões literários, como aquele de madame Geoffrin. Os anos setecentos é também um período de forte expansão económica a qual permite um importante marco demográfico: a vila chega a 640 000 habitantes às vésperas da Revolução Francesa.
Em 1715, o regente Filipe d'Orleães abandona Versalhes pelo Palais Royal. O jovem Luís XV se instala no Palácio das Tulherias, assim fazendo um efémero retorno da realeza a Paris. Desde 1722, Luís XV volta ao Palácio de Versalhes, rompendo a frágil reconciliação com o povo parisiense.
A cidade de então se estendia mais ou menos sobre os seis primeiros arrondissements atuais, com o Jardin du Luxembourg marcando a fronteira ocidental da cidade. Luís XV começa a se interessar pessoalmente pela cidade em 1749, que é quando ele decide reformar a praça Luís XV (atual Praça da Concórdia), criar a escola militar em 1752, e sobretudo construir uma igreja dedicada a Santa Genoveva em 1754, melhor conhecida atualmente como Panteão.

### A Revolução Francesa e o Império

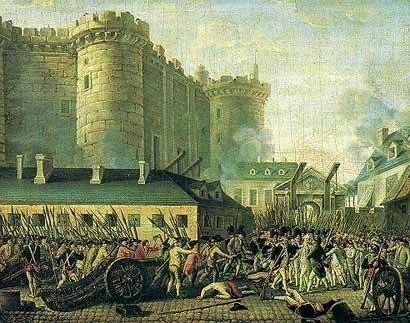
A Tomada da Bastilha em

É em Versalhes que começa a Revolução Francesa com a convocação dos Estados Gerais e depois com o Juramento do Jogo da Péla. Mas a crise económica (em especial, o preço do pão), a sensibilidade aos problemas políticos nascida da filosofia iluminista, e o rancor por ter o poder real abandonado a cidade por mais de um século, dão aos parisienses uma nova orientação. A tomada da Bastilha em 14 de julho de 1789, ligada à insurreição dos artesãos do subúrbio Saint-Antoine, é a primeira etapa disso. Em 15 de julho de 1789, o astrónomo Jean Sylvain Bailly recebe no Hôtel de Ville o cargo de primeiro prefeito de Paris. Em 5 de outubro, um levante desencadeado pelas mulheres nos mercados parisienses chega a Versalhes ao anoitecer. Às 6 da manhã, o castelo é invadido e o rei é obrigado pelos populares a fazer residência em Paris no Palácio das Tulherias e de lá convocar uma Assembleia constituinte, a qual se instala em 19 de outubro na Salle du Manège das Tulherias.
Em 14 de julho de 1790 faz-se a Festa da Federação no Campo de Marte. Nesse mesmo lugar, a ocasião será menos festiva quando, em 17 de julho de 1791, ele servirá de palco para um fuzilamento.
Declaram-se os bens da Igreja Católica e da Coroa como bens nacionais, de propriedade do governo revolucionário. Dentre eles, destacam-se o convento cordelheiro e o convento jacobino, tomados em maio de 1790, que constituiriam o coração da Paris revolucionária; isto demonstra o poder absoluto dos clubes parisienses sobre o curso da Revolução.
Na noite de 9 de agosto de 1792, uma "comuna" revolucionária toma posse do Hôtel de Ville. No dia 10 de agosto de 1792, a multidão cerca o Palácio das Tulherias com o suporte do novo governo do conselho. O rei Luís XVI e a família real são encarcerados na Tour du Temple. A monarquia francesa é de fato abolida. Após as eleições de 1792, os representantes da Comuna de Paris, ultra-radicais, se opõe à Convenção Nacional dominada pelos Girondinos, os quais representam a opinião mais moderada da burguesia provincial; a Convenção girondina é dispersada em 1793.

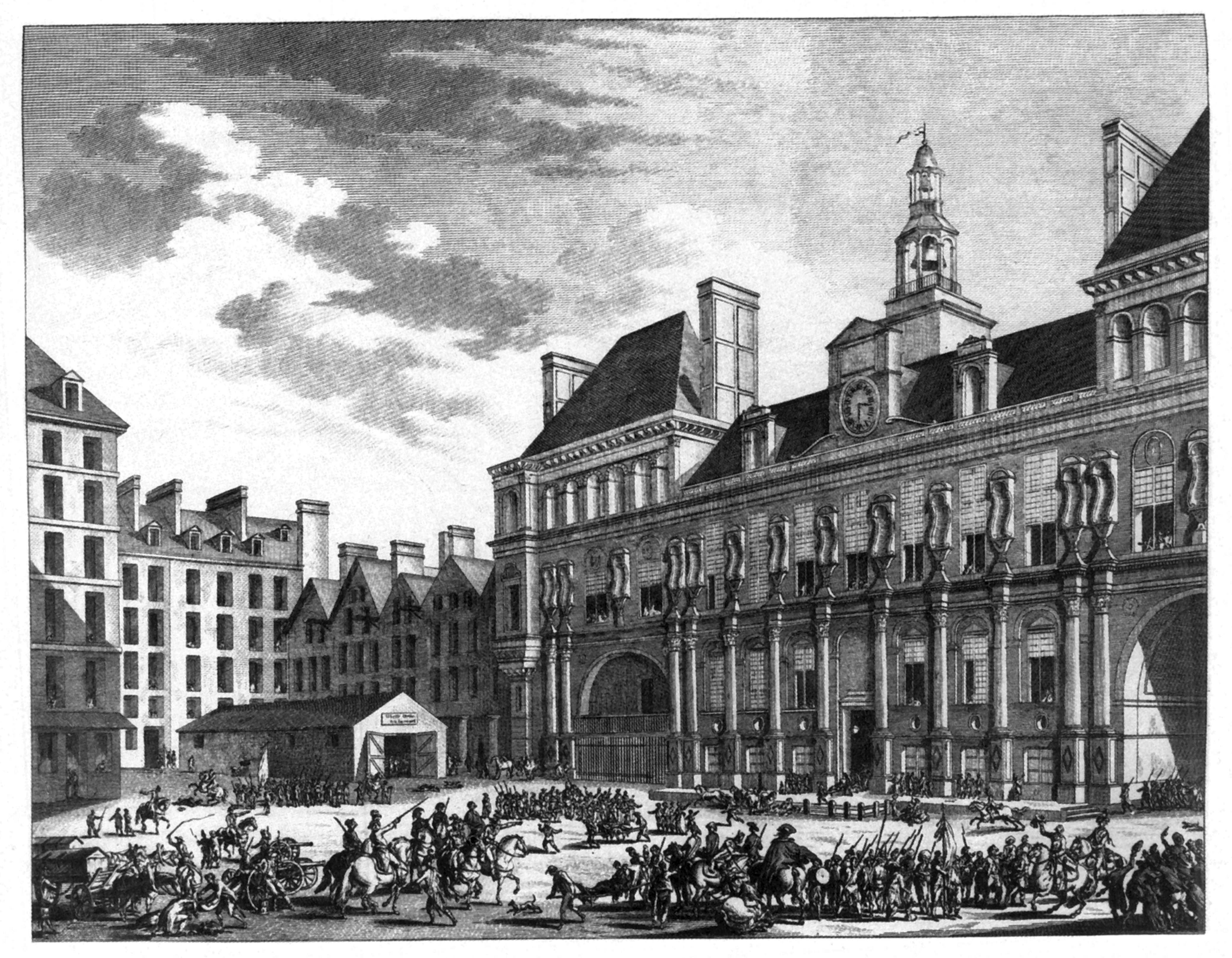
O Hôtel de Ville,
em 9 de Termidor do ano II

Os Parisienses vivem então sob dois anos de racionamento. O Terror reina com o espectro do Comitê de Salvação Pública. Os policiais de Paris, sob a autoridade do prefeito, se entregam à tarefa de encarcerar todos os que restam na cidade dentre os nobres, os ricos burgueses, os padres e os intelectuais. É por essa razão que o prefeito de Paris ainda é até hoje o único de toda a França a ser proibido de exercer qualquer poder de polícia. Em 21 de janeiro de 1793, Luís XVI é guilhotinado na praça Luís XV, rebatizada como "Praça da Revolução". Ele é seguido no cadafalso em somente algumas semanas por 1 119 pessoas, dentre as quais Maria Antonieta, Danton, Lavoisier e finalmente Robespierre e seus partidários após o dia 9 de Termidor do ano II (27 de julho de 1794).
A Revolução não é um período favorável ao desenvolvimento da cidade (poucos monumentos são edificados), a qual não tem mais que 548 000 habitantes em 1800. Numerosos conventos e igrejas são arrasados e dão lugar a loteamentos não-planejados, resultando numa redução dos espaços verdes da cidade e numa densificação do centro. Sob o Diretório, imóveis esplendorosos, de estilo neoclássico, são erguidos.
Em 1806, Paris já havia compensado as perdas sofridas durante a Revolução e contava com 650 000 habitantes; essa progressão é sobretudo o efeito da imigração das províncias, visto que continua débil a taxa de natalidade. Após meados do século XVIII, a cidade é ultrapassada por Londres em plena expansão económica e demográfica, chegando a 1 096 784 habitantes. Em 2 de dezembro de 1804, Napoleão Bonaparte, o qual tomara o poder em 1799, é sagrado imperador pelo Papa Pio VII na Catedral de Notre-Dame. Ele decide estabelecer em Paris a capital do seu Império.

### Da Restauração à Comuna de Paris

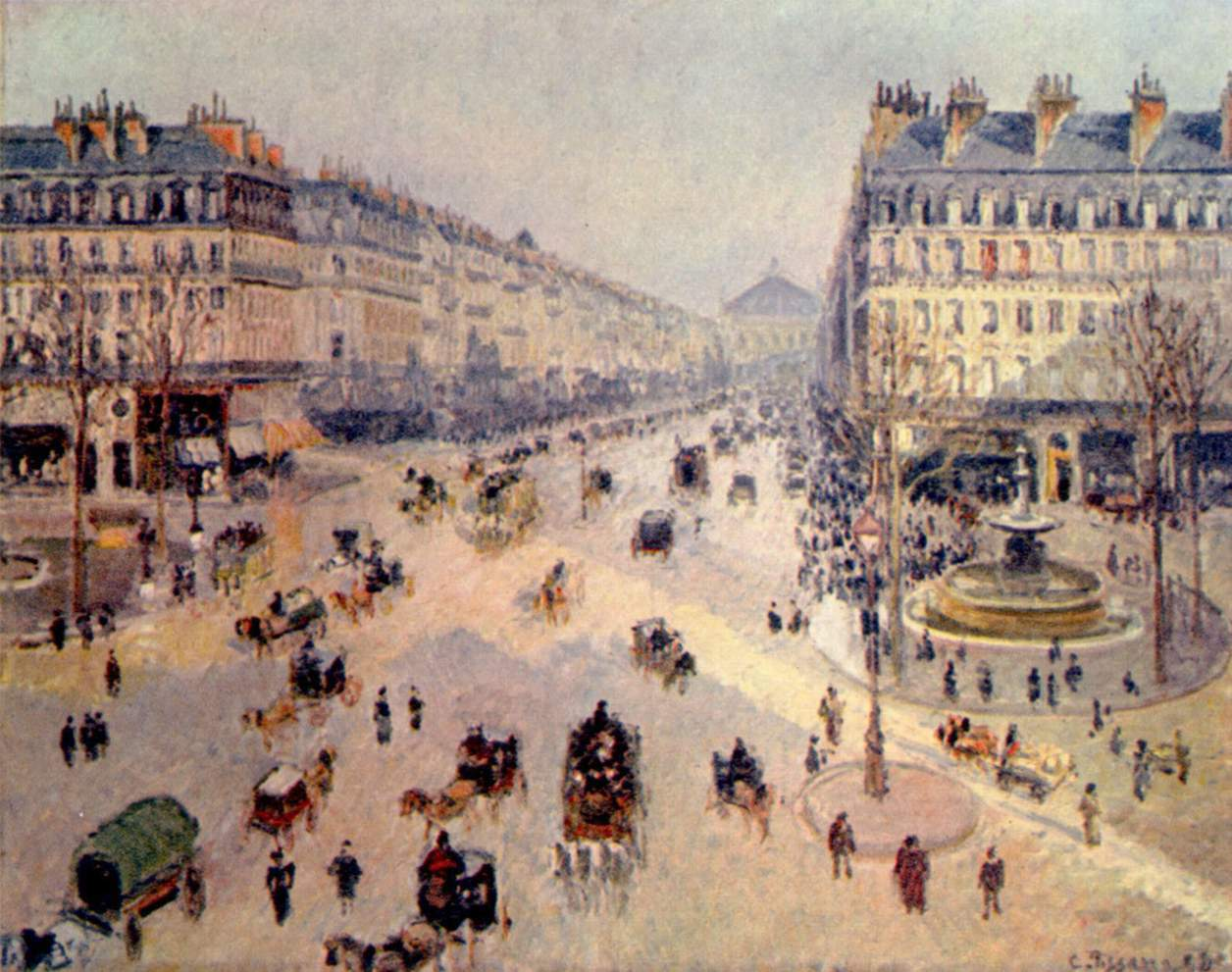
A Avenue de l'Opéra como vista por Pissarro a partir do atual Hôtel du Louvre

A queda do Império em 1814-1815 traz a Paris os exércitos ingleses e cossacos que acampam nos Champs-Élysées. Luís XVIII, de retorno do exílio, reentra em Paris, lá faz-se coroar e se instala nas Tulherias.
Luís XVIII e Carlos X, e depois ainda a Monarquia de Julho pouco se preocupam pelo urbanismo parisiense. O proletariado trabalhador, em forte expansão, se amontoa miseravelmente nos bairros centrais os quais, com mais de 100 000 habitantes por quilómetro quadrado, constituem severos focos de epidemia; a cólera em 1832 faz 32 000 vítimas. Em 1848, o destino final de 80 % dos mortos é uma fossa comum, e dois terços dos parisienses são pobres demais para pagar impostos. A massa empobrecida do povo, negligenciada e desgastada, está no clima ideal para repetidas revoltas que o governo não consegue nem prever, nem vencer: as barricadas causam primeiro a queda de Carlos X durante as Revoluções de 1830 e depois a de Luís-Filipe em 1848. A sociedade da época é abundantemente descrita por Balzac, Victor Hugo e Eugène Sue.
Durante esse período, a cidade acelera o seu ritmo de crescimento até alcançar o Mur des Fermiers Généraux. Entre 1840 e 1844, a última muralha de Paris, chamada Enceinte de Thiers, é construída sobre o local atual do boulevard périphérique. No coração da cidade, a Rue Rambuteau é aberta.
Com a chegada do Segundo Império, Paris se transforma radicalmente. Duma cidade de estrutura medieval, de construções antigas e insalubres, e praticamente desprovida de grandes eixos de circulação, ela se torna em menos de vinte anos uma cidade moderna. Napoleão III tinha ideias precisas sobre urbanismo e habitação. A Paris dos dias de hoje é por isso antes de tudo a cidade de Napoleão III e de Haussmann, que foi contratado para remodelar a cidade, abrindo diversas novas ruas, eixos e boulevares, além de novos espaços abertos e monumentos. Dessa forma, Paris adquiriu um novo traçado urbano.

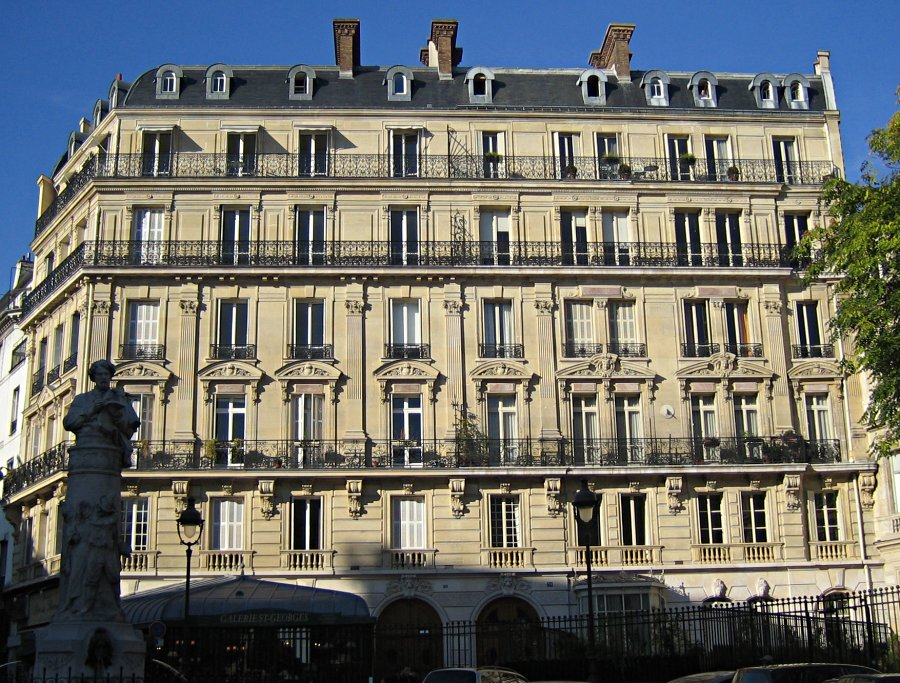
Um típico edifício Haussmanniano

Em 1 de janeiro de 1860, uma lei permite que Paris anexe várias comunas vizinhas. A capital francesa passa assim de doze a vinte arrondissements e de 3 438 a 7 802 hectares. Após essas anexações, os limites administrativos da cidade serão modificados não mais que ligeiramente, e o crescimento urbano, o qual continua ininterrupto desde o fim do século XIX até o século XX, não será acompanhado duma semelhante expansão das fronteiras da comuna, donde se originaram os "subúrbios".
Durante a Guerra franco-prussiana de 1870, Paris é sitiada por vários meses, mas não é tomada pelos exércitos prussianos. Nessa ocasião, é inventado o correio aéreo, graças aos balões-correio. Recusando o armistício assinado em 26 de janeiro de 1871 e em seguida das eleições de fevereiro as quais levam ao poder os monarquistas desejosos de pôr fim à guerra, os parisienses se insurgem em 18 de março de 1871. É o início da Comuna de Paris. A Assembleia monarquista instalada provisoriamente em Versalhes, se embate contra e Comuna entre os dias 22 e 28 de maio, no que se chamou de Semana sangrenta. Esta permanece até os nossos dias como a última guerra civil que Paris conheceria.

### Da Belle Époque à Segunda Guerra Mundial

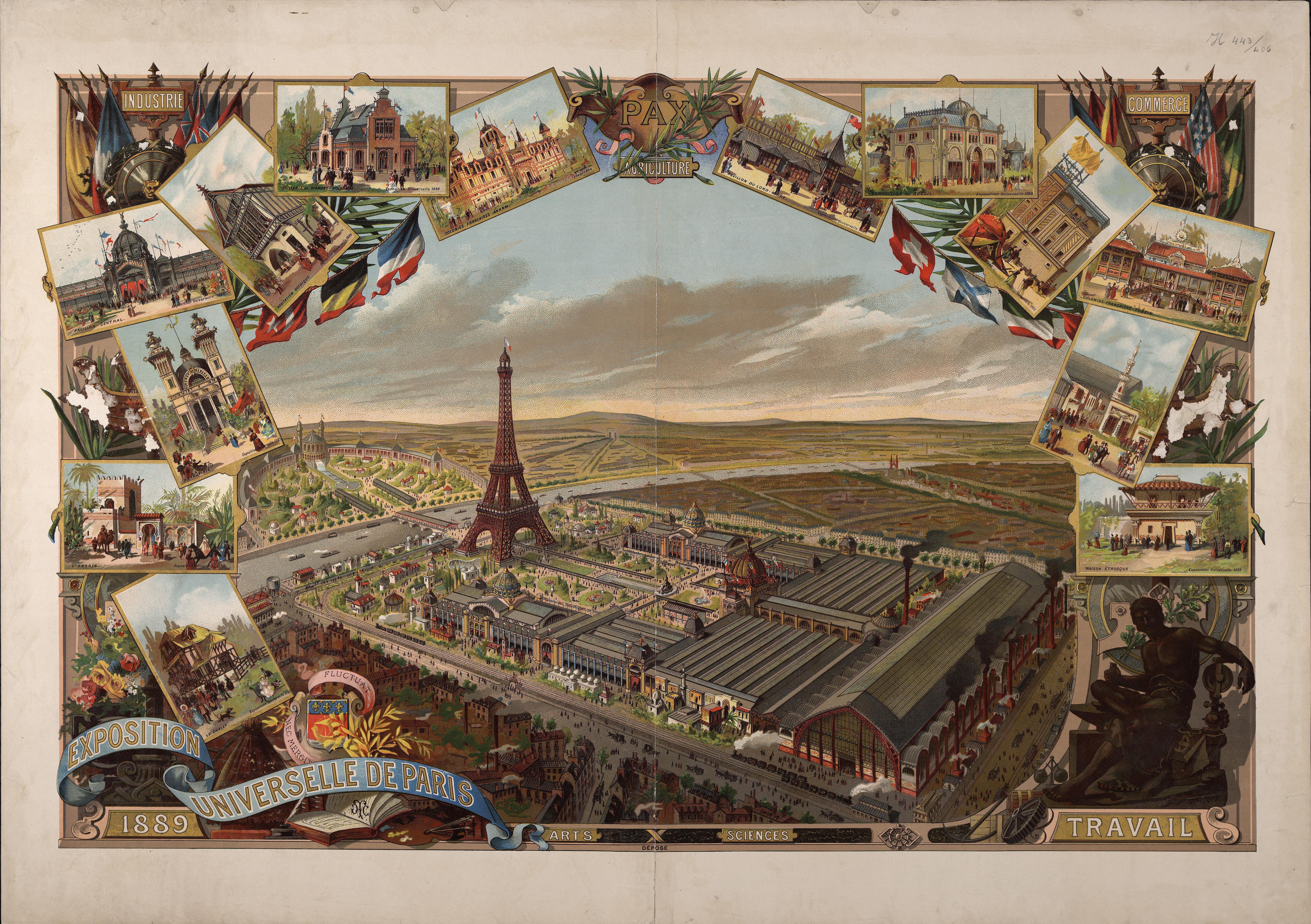
Exposição Universal de 1889

Durante a Belle Époque, a expansão económica de Paris é significativa; em 1913 a cidade possui cem mil empresas que empregam um milhão de trabalhadores. Entre 1900 e 1913, 175 cinemas são criados em Paris, numerosas lojas de departamentos nascem e contribuem para o engrandecimento da cidade luz. Duas exposições universais deixam uma grande marca sobre a cidade. A Torre Eiffel é construída para a Exposição Universal de 1889 (centenário da Revolução Francesa) a qual acolhe 28 milhões de visitantes. A primeira linha do Metropolitano de Paris, o Grand Palais, o Petit Palais e a Ponte Alexandre III são inaugurados à ocasião da Exposição de 1900, a qual recebe cinquenta-e-três milhões de visitantes. A indústria progressivamente se desloca para os subúrbios próximos onde se acha mais espaço disponível: Renault a Boulogne-Billancourt ou Citroën a Suresnes. Essa migração é a origem do "banlieue rouge". Entretanto, certas atividades permanecem fortemente implantadas dentro da cidade intra-muros, em particular a imprensa e a publicação.
Da Belle Époque aos Anos malucos, Paris conhece o apogeu da sua influência cultural (notavelmente no entorno dos bairros de Montparnasse e de Montmartre) e acolhe muitíssimos artistas tais como Picasso, Matisse, Braque e Fernand Léger.

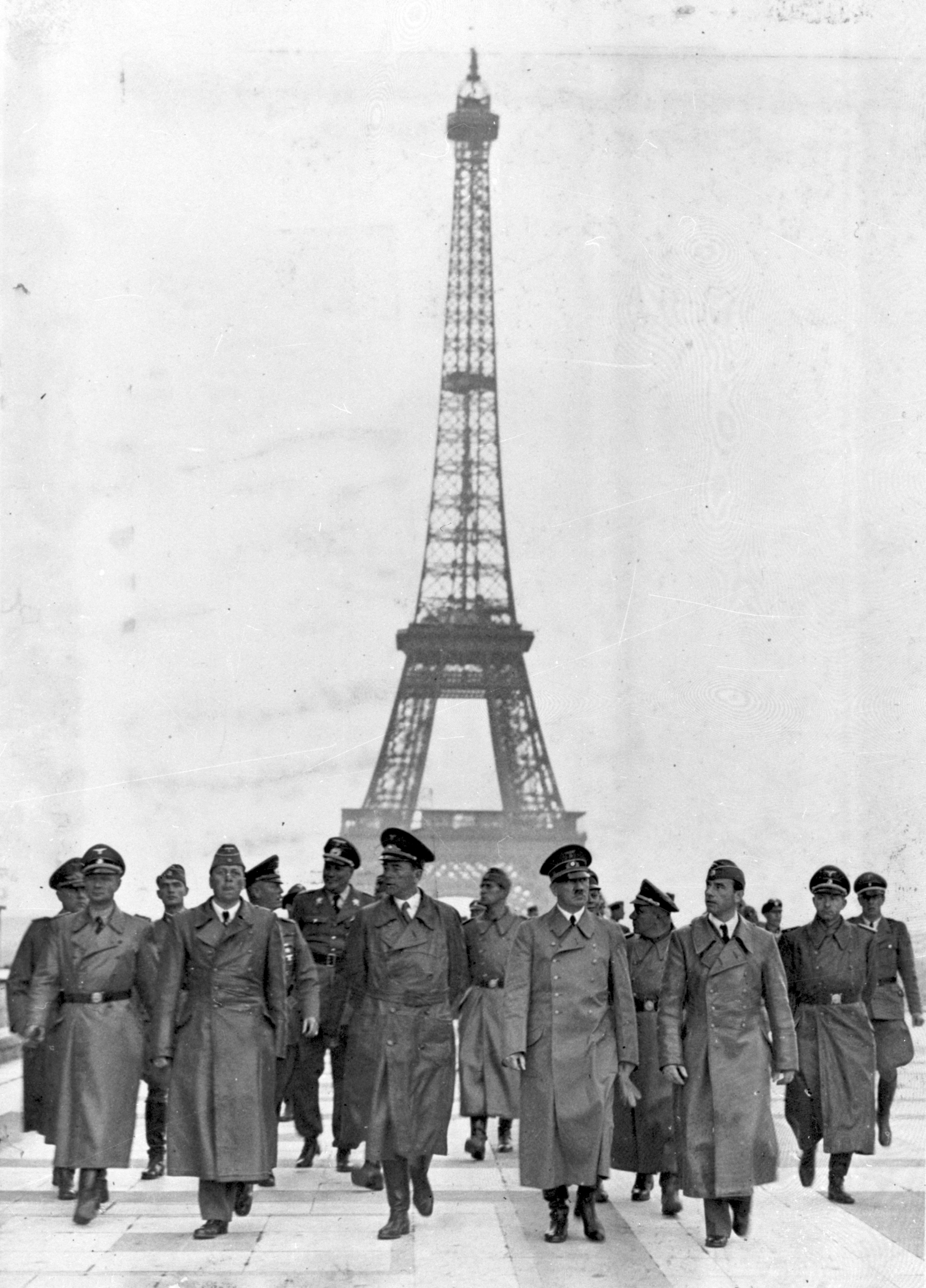
Adolf Hitler e seus generais com a Torre Eiffel ao fundo, depois da Batalha de França durante a Segunda Guerra Mundial

Em 1910, a Grande Cheia do Sena provoca uma das mais graves inundações que a cidade conheceria e causa três bilhões de francos em prejuízos. Durante a Primeira Guerra Mundial, Paris, poupada dos combates diretos, sofre bombardeios e tiros de canhão alemães. Esses bombardeios são esporádicos e não constituem nada além duma operação de caráter psicológico.
O Entre-guerras se desenrola sobre um fundo de crise social e económica. O poder público, em resposta à crise de habitação, vota a Lei Loucheur, a qual cria as Habitation à Bon Marché (HBM, habitações de preço social) erigidas no lugar da antiga enceinte de Thiers. Os outros imóveis parisienses são, essencialmente, dilapidadas e constituem focos de tuberculose; a densidade urbana culmina em 1921, Paris intra-muros contando 2 906 000 habitantes. Paralelamente, loteamentos se desenvolvem por todos os cantos no entorno da cidade, em "banlieues" onde a expansão se faz de modo anárquico, frequentemente em campos abertos sem organização e sem serviços públicos.
Os parisienses tentam retomar a sua preeminência política num contexto de múltiplos escândalos financeiros e de corrupção dos meios políticos. Em 6 de fevereiro de 1934, a manifestação das Juventudes Patriotas contra a esquerda parlamentar se degenera em violência e faz dezessete mortos e mil cento-e-cinco feridos, a que se segue em 14 de julho de 1935, uma importante demonstração em favor da Frente Popular conta com quinhentos mil manifestantes.

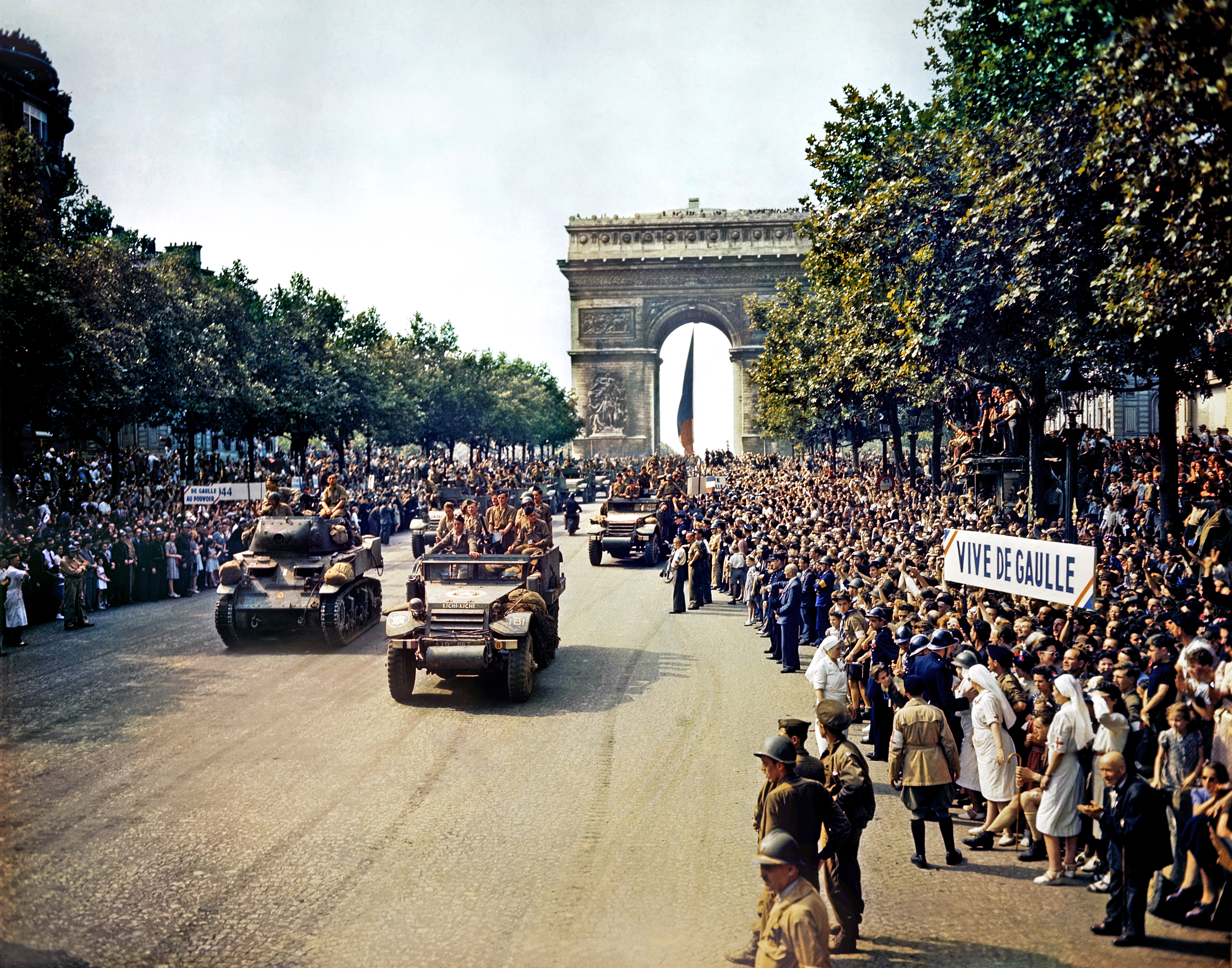
Tropas da Resistência Francesa comandadas pelo Gen. Charles de Gaulle no Arco do Triunfo após a liberação de Paris em 26 de agosto de 1944

No decorrer da Segunda Guerra Mundial, Paris, declarada como cidade aberta desde a Batalha da França, é ocupada pela Wehrmacht em 14 de junho de 1940. Ela é relativamente poupada. O governo do marechal Pétain se instala em Vichy, e Paris cessa de ser a capital e se torna a sede do comando militar alemão na França (Militärbefehlshaber in Frankreich). Em 23 de dezembro de 1940, o engenheiro Jacques Bonsergent é o primeiro membro da Resistência a ser fusilado em Paris. Em 16 e 17 de julho de 1942, dá-se a Rafle du Vélodrome d'Hiver, ou Vel d'Hiv, a apreensão de 12 884 Judeus, a mais massiva na França, tratando-se na maioria de mulheres e crianças.
Ao se aproximarem as tropas aliadas, a Resistência Francesa desencadeia uma insurreição armada em 19 de agosto de 1944. A Liberação de Paris se faz em 25 de agosto com a entrada em Paris da 2ª divisão blindada do general Leclerc, que comanda ao capitão Raymond Dronne que perfure as linhas inimigas com a sua nona companhia (Régiment de marche du Tchad). O general von Choltitz capitula sem executar as ordens de Hitler demandando a destruição da cidade. A cidade é relativamente poupada de combates. Paris é uma das raras comunas da França a ser condecorada com o título de Compagnon de la Libération (Companheiro da Liberação).

### A Paris Contemporânea
Em 1956, Paris se liga a Roma por um laço privilegiado, um forte símbolo da dinâmica de de reconciliação e de cooperação após a Segunda Guerra Mundial.
Sob o mandato do general de Gaulle de 1958 a 1969, vários eventos políticos se desenrolam na capital. A 17 de outubro de 1961, uma manifestação em favor da independência da Argélia é violentamente reprimida. Segundo as estimativas, entre 32 e 325 pessoas são massacradas pela polícia, então dirigida por Maurice Papon. A partir de 22 de março de 1968, um importante movimento estudantil surge na Universidade de Nanterre. Ao chegar no quartier latin as manifestações se degeneram em violência. A contestação, tomando forma em um contexto de solidariedade internacional e de emulação (negros e feministas americanos, os provos holandeses, a Primavera de Praga, o atentado contra o alemão Rudi Dutschke, etc.) entre idealistas e jovens, embalada por Bob Dylan e sua canção The Times They Are a-Changin', desejando "mudar o mundo", se desenvolve rapidamente numa crise política e social nacional. Em 13 de maio, uma imensa marcha popular ajunta 800 000 pessoas em protesto contra a violência policial. Em 30 de maio, uma manifestação de suporte ao governo e ao General de Gaulle reúne um milhão de pessoas, entre a Place de l'Étoile até a Place de la Concorde. Após dois meses de desordem e tumulto, os parisienses votam massivemente em favor do general de Gaulle nas eleições legislativas e a calma retorna.
O sucessor do general de Gaulle, Georges Pompidou se interessa de perto pela capital. Ele emprestou o seu nome ao prédio que abriga o musée national d'Art moderne, à bibliothèque publique d'information e à via expressa da margem direita. Valéry Giscard d'Estaing, presidente durante a sua gestão, não partilha da sua visão duma modernização radical: ele pôs em causa o projeto previsto para os Halles e interrompe parcialmente o projeto da via expressa. Em 1976, o Estado permite pela primeira vez desde 1871 que a capital tenha autonomia no conselho. O gaullista Jacques Chirac é então eleito prefeito. Ele será reeleito em 1983 e 1989. Sob o primeiro mandato do presidente François Mitterrand, uma reforma é adotada pela lei de descentralização de 31 de dezembro de 1982: ela dá a cada arrondissement da capital um prefeito e um conselho municipal próprio e não mais designados pelo prefeito de Paris.
Em 1991, os cais do Sena, desde a Pont Sully até a Pont d'Iéna, são postos na lista de Patrimónios da Humanidade da UNESCO ao título de notável conjunto fluvial-urbano com seus vários monumentos os quais constituem obras-primas da arquitetura e da razão.
Eleito Presidente da República em maio de 1995, Jacques Chirac é substituído por Jean Tiberi cujo único mandato é notavelmente marcado pela exposição de vários escândalos de corrupção e pela divisão da maioria do conselho.
Em 2001, o socialista Bertrand Delanoë é eleito prefeito. Ele se destaca dos seus predecessores por seu anseio público de reduzir o espaço do automóvel na cidade em benefício dos pedestres e dos transportes públicos. Ele desenvolve a animação da vida parisiense através de grandes manifestações culturais como a Nuit Blanche ou simplesmente lúdicas como a Paris-Plage. Em 16 de março de 2008, Bertrand Delanoë é reeleito prefeito de Paris face a Françoise de Panafieu (UMP).
Em novembro de 2005 a França viu-se agitada por conflitos sociais onde o estopim teria sido divergências raciais. Grandes motins populares ocorreram no país, inclusive em Paris e seus subúrbios: eles foram afetados pela desordem e queima de carros à noite, no episódio que ficou conhecido como Outono de 2005.
Capital política e intelectual da França, Paris é a sede do governo, das principais administrações, de um arcebispado, de uma Universidade (que congrega a terça parte dos estudantes franceses), de vários museus e bibliotecas. É, ademais, o principal centro industrial e comercial da França, graças à importância do mercado de consumo, à convergência das vias de comunicação e à concentração dos capitais.
Paris é a sede das organizações internacionais UNESCO, OECD e Câmara Internacional de Comércio.

### Bibliográficas
Marcel Le Clère, Paris de la Préhistoire à nos jours, Éd. Bordessoules, 1985, 705 p.
1. ↑  p. 101-104.
2. ↑  p. 244
3. ↑  p. 406-418.
4. ↑  p. 418-424.
5. ↑  p. 424-430.
6. ↑  p. 430-435.
7. ↑  p. 436-442.
8. ↑  p. 452-510.
9. ↑  p. 510-517.
10. ↑  p. 518-521.
11. ↑  p. 573-574.
12. ↑  p. 579-592.
13. ↑  p. 593-594.
14. ↑  p. 593-611.
15. ↑  p. 613-620.
16. ↑  p. 620-628.
17. ↑  p. 628-632.
18. ↑  p. 665-668.
19. ↑  p. 668-670.

Alfred Fierro, Histoire et dictionnaire de Paris, Éd. Robert Laffont, 1996, 1580 p.
1. ↑  p. 8-9.
2. ↑  p. 11-14.
3. ↑  p. 14-15.
4. ↑  p. 22.
5. ↑  p. 32.
6. ↑  p. 31.
7. ↑  p. 35-41.
8. ↑  p. 47-52.
9. ↑  p. 54-56.
10. ↑  p. 60.
11. ↑  p. 62-64.
12. ↑  p. 68-73.
13. ↑  p. 74-78.
14. ↑  p. 78-81
15. ↑  p. 97-98.
16. ↑  p. 194-204.
17. ↑  p. 471-472
18. ↑  p. 225-226.

- «Website oficial da cidade»

1. ↑  «História e evolução»
2. ↑  «A geminação com Rome»
3. ↑  «Cinquentenário da Geminação Paris-Roma»